# La casa de las vestales
La casa de las vestales (título original en inglés, The House of the Vestals) es una colección de cuentos del escritor estadounidense Steven Saylor, publicada primero por St. Martin's Press en 1997. Es el sexto libro en su serie de misterio Roma Sub Rosa, historias ambientadas en las últimas décadas de la República Romana. El personaje principal es el detective romano Gordiano el Sabueso.

## Sinopsis
Esta colección de cuentos se ambienta en los años entre el 90 a. C. y el 72 a. C., y cuenta un episodio de Gordiano en Alejandría con su esclava, luego esposa, Bethesda; cómo conoció a su leal guardaespaldas Belbo; de su amistad con su generoso patrón Lucio Claudio así como otros cuentos. También coincide con otras figuras históricas como Publio Clodio Pulcro y un joven César.

### El gato de Alejandría
(La historia tiene lugar en 90 a. C., tras Las siete maravillas, y se lo cuenta Gordiano a Lucio Claudio en el verano del año 74 a. C.)

Mientras vive en Alejandría a los veinte años de edad, Gordiano debe investigar la muerte de un gato doméstico, sagrados para los egipcios, antes de que estalle una revuelta. 

### La muerte lleva máscara
(Tiene lugar en septiembre de 80 a. C., poco después de los acontecimientos de Sangre romana.)

Gordiano y su hijo adoptivo, Eco, visitan el teatro y se ven atrapados en la investigación de un asesinato.

### El cuento de la cámara del tesoro
(Tiene lugar en el verano de 80 a. C.)

Mientras están relajados, en casa, Bethesda le cuenta a Gordiano un cuento egipcio clásico, el del rey Rampsinito y su cámara del tesoro.

### La última voluntad no siempre es la mejor
(Tiene lugar en mayo de 78 a. C.)

Gordiano se encuentra con Lucio Claudio, que quiere que le ayude a resolver una cuestión que le ha dejado perplejo.

### Los lémures
(Tiene lugar en octubre de 78 a. C.)

Un antiguo soldado se ve acosado por visiones de sus víctimas durante la guerra civil de Sila, y por otro lado, se encuentra muerto un pariente del ya difunto dictador.

### El pequeño César y los piratas
(Tiene lugar en la primavera y el verano de 77 a. C.)

Gordiano es contratado para entregar el dinero de un rescate a piratas que han secuestrado al hijastro de un noble, en un caso que tiene un sospechoso parecido con el secuestro del joven Julio César. En esta historia, Gordiano adquiere a su esclavo y leal guardaespaldas Belbo.

### La desaparición de la plata de las Saturnales
(Tiene lugar en diciembre de 77 a. C.)

Gordiano debe ayudar a su patrón Lucio Claudio a recuperar un conjunto de objetos de plata perdidos, realizados especialmente para las Saturnales. 

### El zángano y la miel
(Tiene lugar en abril de 76 a. C.)

Invitado a pasar unas deliciosas vacaciones en la finca en el campo de Lucio Claudio, Gordiano y Eco se ven interrumpidos por la repentina muerte de otro invitado, cuya esposa sospecha que ha sido envenenado.

### La casa de las vestales
(Tiene lugar en la primavera de 73 a. C.)

En el cuento que da nombre a la colección, llaman a Gordiano para que acuda al Templo de Vesta en mitad de la noche, para ver si hay algo de verdad en la acusación de que Lucio Sergio Catilina ha tenido un affair con una virgen vestal.